# Gråbrødretorv
Gråbrødretorv (tidligere Ulfeldts Plads) er et torv i København. I 1238 blev der oprettet et Gråbrødrekloster på stedet, hvorfra pladsen har sit navn. Grevinde Ingerd af Regenstein skænkede sin gård i samme bydel til klosteret. Klosterens hovedbygning lå ud til Klosterstræde.
Den 25. april 1530 blev klosteret nedlagt, og rigsråd Corfitz Ulfeldt byggede efterfølgende sin gård på en del af klostergrunden. Da han kendtes skyldig i landsforræderi 1663, blev hans gård revet ned for at bruge byggematerialerne andetsteds. Området udlagdes til en offentlig plads, Ulfeldts Plads, og i dens midte rejstes en skamstøtte for ham. Ved branden 1728 nedbrændte næsten alle huse på pladsen. I 1841 skiftede pladsen navn fra Ulfeldts Plads til Gråbrødretorv.
Et platantræ blev plantet i 1902.
I forbindelse med Anden Verdenskrig blev der opført bunkers på pladsen, og frem til 1968 var der parkeringspladser rundt om disse. Herefter blev der på pladsen etableret en skulptur udført af Søren Georg Jensen.

## Galleri
- Ulfeldts Plads, Johannes Rach og Hans Heinrich Eegberg 1749
- Gråbrødre Torv efter Bombardementet i 1807, J.P. Møller 1808
- Danmarks første endnu eksisterende fotografi er et daguerreotypi fra sommeren 1840 af Peter Faber